# Zieria prostrata
Zieria prostrata är en vinruteväxtart som beskrevs av J.A.Armstr.. Zieria prostrata ingår i släktet Zieria och familjen vinruteväxter. Inga underarter finns listade i Catalogue of Life.